# Google Analytics
Google Analytics is een dienst voor webanalyse van Google om statistieken van een website te verzamelen en gedetailleerd weer te geven. Het doel van deze dienst is om de beheerder van de website een duidelijk beeld te geven van onder andere de bezoekersstromen, verkeersbronnen en paginaweergaves. Aan de hand van deze informatie kan een webmaster eventuele reclamecampagnes uitzetten of delen van de website aanpassen aan het gedrag van de bezoeker.
Google Analytics is nauw verbonden met Google Ads, hierdoor is het voor een webmaster eenvoudig om reclamecampagnes te beheren en zo nodig aan te passen.
Begin mei 2007 kreeg service een nieuwe interface en enkele nieuwe opties. Enkele bestaande opties werden toegankelijker gemaakt. Op veel Nederlandse blogs werden de veranderingen toegejuicht, maar er was ook kritiek. Zo zou Google alles een Web 2.0-uiterlijk willen geven (de nieuwe vormgeving was interactief in Flash) en zou het implementeren van goede functies een mindere prioriteit zijn.
Zoals alle diensten van Google, betaalt de gebruiker niet met geld maar met prijsgave van alle mogelijke gegevens van zichzelf en in dit geval ook die van zijn klanten.

## Versies van Google Analytics

### Universal Analytics (UA)
Universal Analytics, geïntroduceerd in 2012, was een uitbreiding op de oorspronkelijke trackingtechnologie van Google en bood nieuwe trackingcodes voor websites. Deze versie was gericht op een meer nauwkeurige en flexibele manier van gegevensverzameling, inclusief de mogelijkheid voor cross-platform en cross-device tracking van gebruikers. Universal Analytics werd echter uitgefaseerd, waarbij Google op 1 juli 2023 stopte met het verwerken van nieuwe gegevens.

### Google Analytics 4 (GA4)
In reactie op de toenemende vraag naar meer privacyvriendelijke en veelzijdige analytics-tools introduceerde Google in oktober 2020 Google Analytics 4. Deze nieuwe versie markeert een significante verandering ten opzichte van Universal Analytics door over te stappen naar een event-gebaseerd datamodel dat zowel web- als app-gegevens integreert. GA4 biedt verbeterde privacyopties, zoals het meten zonder afhankelijkheid van cookies en IP-anonimisering. GA4 is bedoeld om flexibeler te zijn en biedt nieuwe mogelijkheden voor machine learning en voorspellende analyses.

## Belangrijke functies
Enkele belangrijke functies binnen Google Analytics worden op het dashboard weergegeven, dit zijn onder andere:
- Aantal bezoeken: Het totaal aantal bezoeken aan de website sinds de start van de meting met Google Analytics.
- Paginaweergaven: Het totaal aantal pagina's dat is weergegeven sinds de start van de meting met Google Analytics.
- Bouncepercentage: Percentage van de bezoekers dat de website verlaat na één pagina, voorheen ook wel bekend als het 'weigeringspercentage'. Andere webstatistieksystemen noemen dit ook wel de 'slipratio' of 'bounce rate'. Een hoog bouncepercentage geeft volgens Google aan dat de bestemmingspagina niet genoeg uitnodigt om de website verder te doorzoeken. Een bouncepercentage tussen 40 en 60% is over het algemeen normaal voor een website.
- Gemiddelde tijd op de site: De gemiddelde tijd die de bezoeker op de website doorbrengt.

Daarnaast geeft Google Analytics ook duidelijk aan hoe de bezoekers op de website komen. Dit kan zeer belangrijke gegevens opleveren met betrekking tot de vindbaarheid van de website in de zoekmachine van Google.

## Nadelen
Er kleven ook enkele nadelen aan Google Analytics. Doordat het gebruik maakt van JavaScript in de website is het mogelijk dat enkele bezoeken niet meegeteld worden. Dit komt voornamelijk door gebruikers die de JavaScript functionaliteit in hun webbrowser hebben uitgeschakeld, of door gebruikers die gebruik maken van een adblock-extensie in hun webbrowser. Het resultaat hiervan is dat er gaten in de statistieken ontstaan waardoor er een vertekend beeld van de bezoekersstroom kan ontstaan.
Een ander nadeel is de performance van dit stukje JavaScript, waardoor de website soms een langere laadtijd heeft.
Proxy's en Tor kunnen een ander beeld voorspiegelen in de tellingen.

## Prestaties
Er zijn op het internet veel discussies geweest over het effect van Google Analytics op de prestaties van sites door verschillende SEO-diensten. In december 2009 introduceerde Google echter asynchrone JavaScript-code om het risico te verkleinen dat pagina's met het ga.js-script trager worden.